# Mirari vos
Mirari vos (« Vous êtes sans doute étonnés ») est une encyclique écrite par Grégoire XVI le 15 août 1832. Cette encyclique s'inscrit dans un contexte d'avènement des libertés en tout et pour tous. Elle a pour but de condamner le libéralisme et l’indifférentisme religieux que Grégoire XVI qualifie d'idées « subversives ». Même s’il n’est pas cité explicitement, Lamennais, fondateur du journal français l'Avenir, et ses thèses libérales y sont sévèrement critiqués.

## Genèse

### Contexte en France

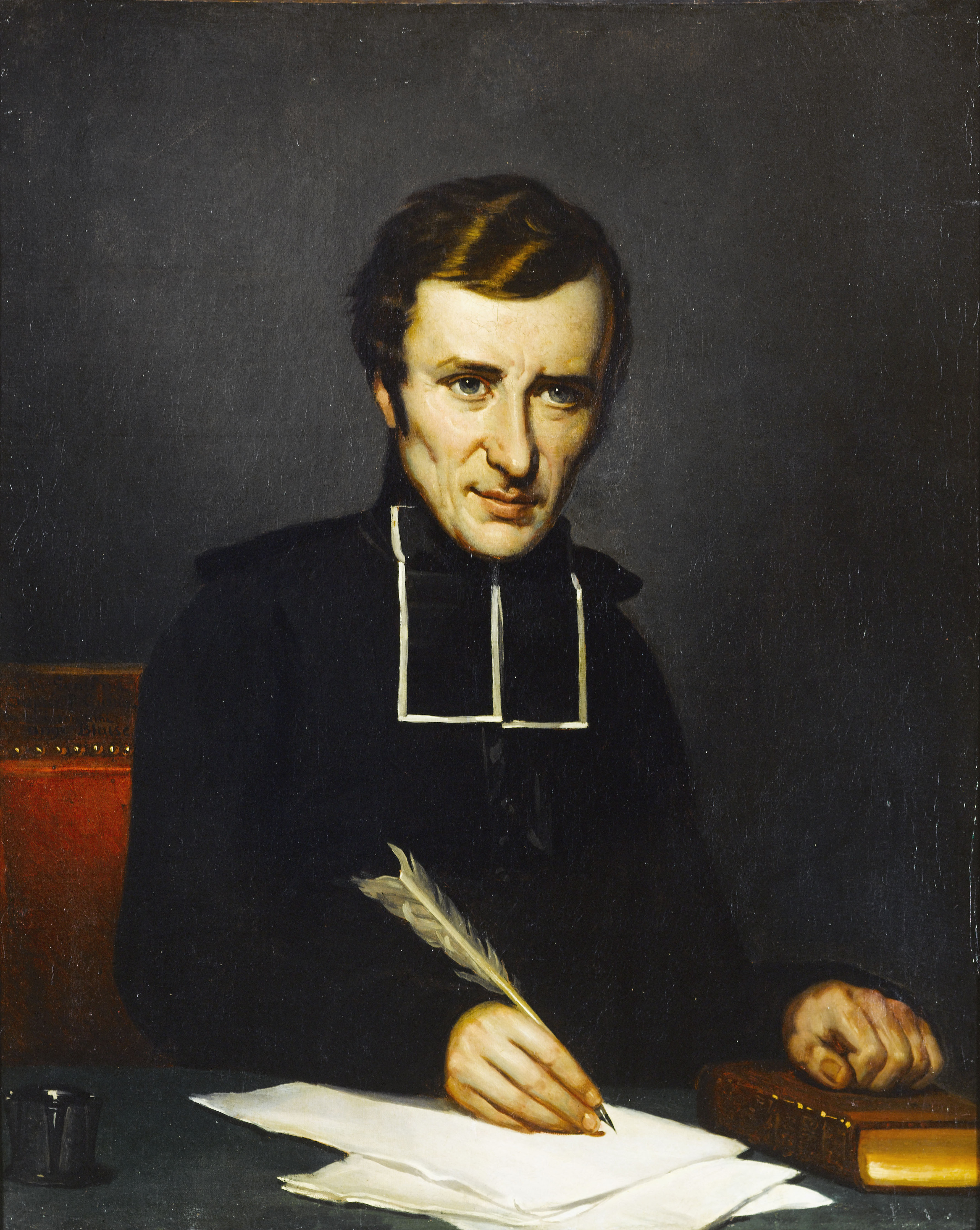
Félicité de La Mennais, écrivain, philosophe et prêtre français.

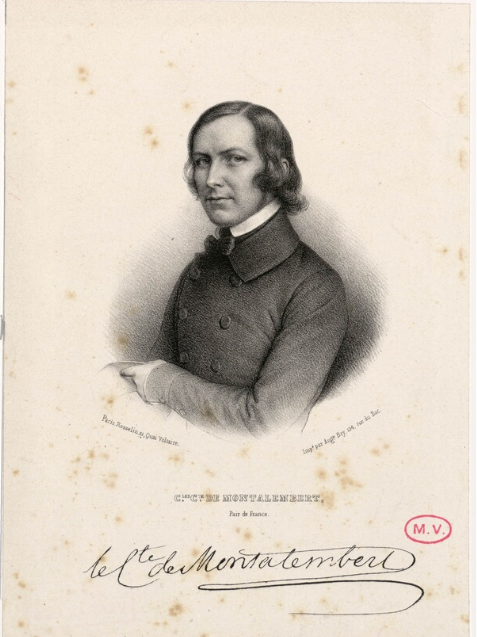
Charles Forbes de Montalembert, historien et homme politique français.

En France, durant la Monarchie de Juillet, le Gouvernement prend des mesures hostiles à l'égard du clergé. Cette politique ne contente pas tout le monde et suscite bon nombre d'émeutes populaires. La gauche est déchirée par des tendances opposées. D'une part, il y a les anticléricaux qui combattent activement l'ingérence de l'Église dans les affaires de l'État. D'autre part il y a ceux qui, comme Félicité de Lamennais, s'affirment catholiques et qui, se prétendant être au service de l'Église, veulent la réconcilier avec le monde moderne,. Les instruments de revendication sont l'action politique, la presse et les soulèvements populaires.
L’abbé Félicité Robert de La Mennais est aujourd'hui considéré comme l'un des principaux pionniers de la démocratie chrétienne. Sous le caractère à la fois libéral et social de cette démocratie chrétienne, Lamennais prône l'émancipation des esprits et des libertés. Il fonde le journal l’Avenir en 1830. Ce journal est l'outil de Lamennais, de Montalembert et de Lacordaire pour revendiquer un libéralisme politique. Leur devise est "Dieu et la Liberté",, célèbre formule reprise de Voltaire.
Il devient également supérieur général de la Congrégation de Saint-Pierre, qui est une organisation regroupant à la fois une école de pensée à la Chénaie (dans le département de l'Ille et Vilaine), ainsi qu'un séminaire à Malestroit et un collège à Juilly. 
À cette époque, selon les rédacteurs de l’Avenir, la société se transforme. L’Église ne doit pas rester indifférente à cette transformation. Elle doit au contraire en être partie prenante, sinon cette transformation se fera sans elle, et même contre elle. Cette remise en cause nécessite la séparation de l’Église et de l’État ainsi que la libération du peuple. Les rédacteurs sont donc en faveur d’une "Église libre dans l'État libre".
Selon Félicité de La Mennais, cette double transformation ne peut se réaliser qu’au travers d’ « un régime de liberté », autrement dit, un régime qui prône cinq libertés à savoir ; la liberté de presse, la liberté d’association, la liberté d’enseignement, la liberté de conscience et la liberté de suffrage,.
C’est bien un libéralisme politique que les rédacteurs de l’Avenir revendiquent et non pas un libéralisme économique qu’ils combattent. Pour eux, il faut cesser d’exploiter la masse ouvrière. En effet, ils considèrent que le libéralisme économique prive les ouvriers de leur liberté et les condamne à la misère.
L’audience du journal l’Avenir dépasse bientôt les frontières de la France. Les catholiques belges entretiennent des liens avec Félicité de La Mennais, mais aussi avec les catholiques italiens, polonais et irlandais. Cette agitation inquiète les gouvernements de différents pays. Et dans ce contexte, Mirari vos va constituer une réponse.
Durant le premier semestre 1832, sous la conduite de l'archevêque de Toulouse David d'Astros, un recueil de 38 puis 56 propositions condamnables, contenues dans les ouvrages de La Mennais, Gerbet, Rohrbacher et dans des articles de l'Avenir, est établi, approuvé par de nombreux évêques de France et transmis à Rome pour approbation.

### Contexte en Belgique
La Belgique des années 1830 connaît un contexte d'unionisme. La révolution de 1830 aboutit à l'adoption d'une Constitution rédigée par le Congrès national. Celle-ci consacre les libertés cardinales que sont la liberté de la presse, la liberté de l'enseignement, la liberté d'association et la liberté de culte. Cette constitution ne plaît pas à Grégoire XVI qui y voit une trop forte influence libérale, laquelle lui fait craindre une subversion des esprits. Néanmoins, la Belgique ne joue un rôle que secondaire dans ce qui pousse Grégoire XVI à rédiger le Mirari vos. Cette encyclique était en fait dirigée à l'encontre des catholiques français. Il est cependant important de constater que l’encyclique ne condamne pas la Constitution belge en tant que telle. En effet, le Pape entend tolérer, dans certains cas le régime des libertés modernes. Néanmoins, le Pape ne les tolère qu'à la condition de la sauvegarde des droits essentiels de l’Église dans l’État,.

### Auteur de l'encyclique: Grégoire XVI
À partir du retour à Rome du Pape Pie VII en 1814, signant la fin de l'occupation française dans la capitale, la vie du jeune ecclésiastique Mauro Capellari prend un tournant inespéré. Il se trouve investi de diverses fonctions officielles lui permettant d'exercer une influence non négligeable dans les affaires de la chrétienté. La mort de Pie VIII le 30 novembre 1830 est suivie de l'ouverture du Conclave qui dure cinquante jours. À l'issue de celui-ci, Mauro Capellari est élu le 2 février 1831. Face à tant de responsabilité, Mauro Capellari tente de se dérober mais finit par accepter d'être investi de la fonction papale. Mauro prend le nom de Grégoire XVI, d'une part en souvenir du couvent dont il est issu mais surtout en souvenir de Grégoire XII, fervent défenseur des droits de l'Église catholique et de l'indépendance de celle-ci face à la laïcité et l'anticléricalisme. Grégoire XVI dresse ainsi rapidement l'orientation que prendra son pontificat.
Le pontificat de Grégoire XVI (1831-1846) survient à un moment critique dans l’histoire de l’Europe. C’est une période au cours de laquelle le libéralisme politique prend de plus en plus d’ampleur. Mais Grégoire XVI refuse de s'allier avec les forces qu'il considère comme étant subversives. En vérité, le Pape Grégoire XVI n’a pas une grande sensibilité politique et il comprend assez peu la subtilité des enjeux en cause,. Aveuglé par son conservatisme religieux, il ne voit pas l'intérêt que pourrait avoir l’Église de se réformer en profondeur pour s’adapter à la société moderne. Défenseur intransigeant et inflexible des principes du Saint-Siège et d'un tempérament autoritaire, il exerce un pontificat qualifié de "combat" ou de "lutte". En effet, il mène une politique perçue par beaucoup comme rétrograde et anti-progressiste. Il récuse toute acceptation de l’Église avec l’esprit de liberté pendant toute la durée de son pontificat.
Cela explique pourquoi c’est en marge de la papauté que des initiatives, aussi bien laïques qu’ecclésiastiques voient le jour. Selon Grégoire XVI, « c'est le comble de l’absurdité et de l’outrage envers elle de prétendre qu’une restauration et qu’une régénération lui sont devenues nécessaires pour assurer son existence ».

## L'encyclique

### Un tonalité dénonciatrice
Rédigée le 15 août 1832, Mirari vos est empreinte d'un fort accent pessimiste ainsi que de termes forts et durs. L'encyclique dénonce à la fois les idées novatrices et les unions subversives. Elle condamne le libéralisme catholique ainsi que l’indifférentisme religieux et dénonce les doctrines des rédacteurs de l’Avenir, sans néanmoins nommer ces derniers explicitement.
Le raisonnement du Pape Grégoire XVI se divise en quatre étapes.
La première partie de Mirari vos s’apparente à une grande lamentation. Le Pape qualifie son état de « profonde douleur de l’âme accablée de tristesse ». Selon lui, la « puissance des ténèbres » a pris possession des esprits. Il n’y a que malheur dans un monde où règnent « la perversité, la science sans pudeur [et] la licence sans frein » et où ne s’offre à nous qu’un gigantesque « abîme de malheurs sans fond ».
La seconde partie prend la forme d’un appel aux « vénérables Frères ». Le Pape réclame « la constance de [du] zèle » des catholiques. Pour endiguer ce fléau qui pèse sur les âmes, les "vénérables Frères" sont appelés à unir leurs forces contre « cette vaste conspiration d’hommes impies ». En effet, selon le Pape « il ne suffit pas de déplorer ces innombrables malheurs, si nous ne faisons aussi tous nos efforts pour en tarir les sources ». Au-delà de l’appel à l’union, aucune autre directive n’est donnée.

### Condamnation du libéralisme
En troisième position vient une énumération des libertés que le Pape Grégoire XVI entend condamner : la liberté de conscience, la liberté d'opinion, la liberté de culte, la liberté d'association et la liberté de la presse.
La liberté de conscience, donnée et garantie à chacun est une « erreur des plus contagieuses, qui, pour la ruine de l’Église et de l’État, va se répandant de toutes parts, et que certains hommes, par excès d’impudence, ne craignent pas de représenter comme avantageuse à la religion ». La liberté d'opinion porte atteinte au respect que méritent les lois ecclésiastiques. La liberté de culte est critiquée au travers de la doctrine qui en découle à savoir l'indifférentisme religieux. C'est une idée selon laquelle "on peut, par une profession de foi quelconque, obtenir le salut éternel de l’âme pourvu qu’on ait des mœurs conformes à la justice et à la probité ». De la sorte, la liberté de culte blasphème l'idée qu'il n’y a qu’« un seul Dieu, une foi, un baptême ». Les défenseurs de cette doctrine "périront éternellement, sans aucun doute, s’ils ne gardent pas la foi catholique ». La liberté de la presse, quant à elle, est la « liberté la plus funeste, liberté exécrable, pour laquelle on n’aura jamais assez d’horreur […] où sort la malédiction qui couvre la face de la terre et fait couler nos larmes ». Grégoire XVI fait alors référence à l’encyclique de Clément XIII sur l’interdiction des livres dangereux. Celle-ci impose d'« exterminer de toutes ses forces le fléan [sic] de tant de livres funestes : jamais on ne fera disparaître la matière de l’erreur, si les criminels éléments de la corruption ne périssent consumés par les flammes ».

### Opposition à la séparation de l’Église et de l’État
Quatrièmement, Grégoire XVI critique les idées de séparation de l’Église et de l’État, qui constitue « la rupture de la concorde entre le sacerdoce et l’empire » qui pourtant « toujours a été aussi salutaire et aussi heureuse pour l’Église que pour l’État ». Cette séparation, si elle avait lieu, conduirait inévitablement à la ruine de l'État.
Le Pape réaffirme :
- l'indissolubilité des liens du mariage ;

« Un autre objet appelle notre commune sollicitude, c'est le mariage des chrétiens, cette alliance honorable que saint Paul a appelée " un grand Sacrement en Jésus-Christ et en son Église " (Ad Hebr. XIII, 4). Étouffons les opinions hardies et les innovations téméraires qui pourraient compromettre la sainteté de ses liens et leur indissolubilité. » — Grégoire XVI, Mirari Vos
- la défense du célibat des prêtres : « Nous voulons éclairer votre constance toujours plus, afin que vous vous opposiez à l'immonde conjuration contre le célibat des prêtres » (en latin : « Hic autem vestram volumus excitatam pro religione constantiam adversus foedissimam in clericalem coelibatum coniurationem ») ;
- la soumission au pouvoir légitime.

Il en appelle aux autorités politiques, aux princes chrétiens à soutenir les « principes pour le bien de l'Église et de l'État ».
Les personnes et documents cités sont saint Célestin, saint Agathon, saint Augustin, le concile de Trente, saint Cyprien, le symbole d'Athanase, Inter multiplices, les Actes des Apôtres, Clément XIII (son encyclique Christianae Reipublicae salus), Tertullien, saint Irénée, saint Bernard et saint Gélase.
À la toute fin de son encyclique, le Pape en vient à définir cette vaste conspiration comme une hérésie. Il demande que les catholiques prient la sainte Vierge Marie car « seule elle a détruit toutes les hérésies ».

## Conséquences

### En France
À la suite des condamnations faites par le Pape Grégoire XVI dans son encyclique, le journal l’Avenir disparaît en 1832.
Les rédacteurs de l’Avenir, visés implicitement par le Saint-Siège, renoncent à éditer un journal engagé. L’exception est Félicité de Lamennais, qui n’entend pas se soumettre et se révolte en publiant Les Paroles d’un croyant le 25 juin 1834. Dans la mesure où il y fait de l'Evangile une prophétie révolutionnaire, cet ouvrage sera plus tard condamné aussi par le Saint-Siège par le biais de l’encyclique Singulari Nos.

### En Belgique
De nombreux catholiques ont pris part à la création de la Constitution belge, bien qu'elle soit façonnée de libéralisme. Sa condamnation par le pape Grégoire XVI suscite une crise de conscience pour de nombreux catholiques.
L’Église en Belgique prend alors un essor nouveau. Elle se développe, s’organise et se modernise et est à la base de la création d’établissements scolaires, primaires, secondaires et même universitaires. Au sein même de l’Église, le nombre de religieux augmente, et elle devient alors un exemple pour les Églises partout en Europe.
Du point de vue politique, les tensions entre catholiques et libéraux sont croissantes. Des revendications se font entendre d’un côté comme de l’autre. C’est la naissance du clivage philosophico-religieux.

### Reste de Europe
Les idées promues par l'Avenir continuent à faire de adeptes dans le reste Europe, comme en Irlande, en Pologne, en Allemagne et en Rhénanie prussienne.
Le catholicisme social, prôné par Lamennais et passé sous silence par Grégoire XVI dans son encyclique, commence à prendre de l’importance. En effet, les intellectuels catholiques remarquent les dérives provoquées par la révolution industrielle. Il faudra attendre l’encyclique du Pape Léon XIII Rerum novarum qui prendra soin de condamner le libéralisme économique.
Une trentaine d’années plus tard, le pape Pie IX s’inscrit dans les traces de l’encyclique Mirari vos avec son encyclique Quanta cura, qui fait « l’effet d’une bombe » car l’Église y rejette en bloc « les expressions de la modernité » et entend les combattre activement.

### Texte de l'encyclique
- Grégoire XVI, Lettres apostoliques de Pie IX, Grégoire XVI, Pie VII, encycliques, brefs, etc., Paris, 1898 (BNF 37252234, lire en ligne), « Lettre enyclique de N. S. P. le pape Grégoire XVI Mirari Vos 15 août 1832 », p. 200 à 221
- Lettres apostoliques de Pie IX, Grégoire XVI, Pie VII, encycliques, brefs, etc., texte latin et traduction française, Mirari Vos, p. 200-221
- Grégoire XVI, Mirari vos : lettre encyclique / de notre saint Père le pape Grégoire XVI, Villegenon, Éd. Sainte-Jeanne-d'Arc, coll. « Enseignements pontificaux », 1981 (BNF 34859487)

### Théorie du catholicisme libéral
- Charles de Montalembert, L'Église libre dans l'État libre (discours prononcés au Congrès catholique de Malines), Dijon, l'Échelle de Jacob, 2006 (1re éd. 1863) (BNF 40152472)

### Ouvrages de synthèse
- "Latence-reclus" dans Encyclopaedia universalis, Thesaurus – index, Paris, 1990.
- "Aromaticité – Bergman" dans Encyclopaedia universalis, corpus 3, Paris, 1989.
- Roger Aubert (dir.), Dictionnaire d'Histoire et de géographie ecclésiastiques, t. 21, Paris, Letouzey et Ané, 1986 (BNF 37527182).
- Calmon-Maison, « L’Église et l’État en Belgique », Revue des deux mondes, no 27,‎ 1905 (lire en ligne)
- Jacques Gadille (dir.) et Jean-Marie Mayeur (dir.), Histoire du christianisme : des origines à nos jours, t. XI : Libéralisme, industrialisation, expansion européenne : 1830 - 1914, Paris, Desclée, 1995 (BNF 35790062)
- Jean Leflon (auteur), Augustin Fliche (dir.) et Victor Martin (dir.), Histoire de l’Église, depuis les origines jusqu’à nos jours : La crise révolutionnaire : 1789-1846, Paris, Bloud et Gay, 1949 (BNF 32112133)
- Jean-Marie Mayeur, Catholicisme social et démocratie chrétienne. Principes romains, expériences françaises, Paris, Les Éditions Du Cerf, coll. « Histoire », 1986 (BNF 34873984).
- Jean-Pierre Moisset, Histoire du catholicisme, Paris, Flammarion, 2010 (BNF 40185441)
- Michel Mourre, Dictionnaire encyclopédique d'histoire, Paris, Bordas, 1996, 2e éd. (BNF 35852306), « D-H et I-M »
- Fernand Mourret, Histoire générale de l'Eglise : Première Partie - l’Église contemporaine (1823-1878), Paris, Librairie Bloud et Gay, 1919 (BNF 35781220)
- Pierre Renouvin (dir.), Histoire des relations internationales, t. 5 : De 1815 à 1871 - l’Europe des nationalités et l’éveil de nouveaux mondes, Paris, Hachette, 1954 (BNF 37331435)
- André-Jean Tudesq et Jean Rudel, 1789-1848, Paris, Bordas, coll. « d'histoire Louis Girard - Classe de 2de », 1960 (BNF 33197377), « Les doctrines sociales »